# Тодор Атанасовски
Тодор Атанасовски с псевдоним Яне е югославски партизанин, деец на НОВМ, по-късно генерал-полковник от Югославската народна армия.

## Биография
Роден е на 6 май 1924 г. в Кавадарци, тогава в Кралството на сърби, хървати и словенци. Кръстникът му Крум Попстефанов решава да го нарече Методия, но на сръбския чиновник му се сторило, че името звучи прекалено българско и го написал Милан. В дома му са му викали Тодорче или Тоде на галено име. Майката на Атанасовски е харесвала Пано Юнан, четник в четата на Добри Даскалов. През 1934 г. завършва четири отделения на основното училище. След това влиза в прогимназията и изкарва два класа и се отказва на третия. Тогава учи за обущар. През 1939 г. става калфа, но поради невъзможност да му плаща майсторът го освобождава. През 1940 г. завършва Вечерно училище. След окупацията на Югославия от Германия става секретар на комунисти. Взема псевдонима Яне, като още един партизанин има същото име – Никола Минчев. Първоначално е партизанин в партизански отряд „Добри Даскалов“, а след това е политически комисар на първа чета на партизански батальон „Страшо Пинджур“. През 1942 г. става член на ЮКП. На 10 април 1945 г. е назначен за политически комисар на четиринадесета македонска младежка ударна бригада „Димитър Влахов“. През 1945 г. е с чин полковник. Тогава завършва мъжка гимназия в Скопие. От 1945 до 1947 г. е политически комисар на армейска болница. Между 1947 и 1949 г. е политически комисар на бригада. В период 1949 – 1951 г. е началник на отдел в Политическото управление на югославската народна армия. От 1951 до 1952 г. е помощник на командира по тила на полк. През 1952 г. завършва Висша пехотна школа. След това до 1959 г. е началник на гарнизона на база в Нишката военна област. Между 1959 и 1963 г. е помощник-командир на полк за логистика на Нишката военна област. След това до 1968 г. е началник на териториалният орган на Скопската военна област.
През 1965 г. завършва Висшата военна академия на ЮНА, а през 1972 г. Команднощабна академия. От 1968 до 1970 г. е началник на управленския орган за отбрана на Скопие към Секретариата на народната отбрана към Събранието на Социалистическа република Македония. В периода 1970 – 1974 г. е на работа в Главния щаб на Народната отбрана. През 1972 г. става генерал-майор от ЮНА.. Началник на Главния щаб на Народната отбрана на СРМ (1974 – 1982)и командир на Републиканския щаб на териториалната отбрана на СРМ (1982 – 1985).
Пенсионира се през декември 1985 г. и е повишен в чин генерал-полковник. Между 1989 и 1991 е председател на Съюза на борците на Македония. След като Киро Глигоров става президент назначава Атанасовски за член на Съвета за национална сигурност. Бил е професор в Центъра на висшите военни училища в Белград, извънреден професор в Катедрата по отбрана на Университета „св. Кирил и Методий“ (УКИМ).
Умира в Скопие през юли 2018 г.

## Военни звания
- Майор (1945)
- Подполковник (1950)
- Полковник (1965)
- Генерал-майор (1972)
- Генерал-лейтенант (1975), извънредно
- Генерал-полковник (1985)

## Награди
- Партизански възпоменателен медал 1941 година
- Орден за храброст 1945 година
- Орден за заслуги пред народа със сребърни лъчи 1946 година
- Орден на Партизанската звезда с пушки 1947 година
- Орден на Народната армия със сребърна звезда 1958 година;
- Орден за военни заслуги със златни мечове 1965 година;
- Орден на Народната армия със златна звезда 1969 година.
- Орден за военни заслуги със златна звезда 1975 година;
- Орден на братството и единството със сребърен венец 1961 година;
- Орден на Народната армия с лавров венец 1981 година;
- Орден на Републиката със златен венец 1985 година;
- Медал за 10 години ЮНА;
- Медал за 20 години ЮНА;
- Медал за 30 години ЮНА;
- Медал за 40 години ЮНА;
- Медал за 30 години от победата над фашизма;
- Съветски Медал за 40 години от победата над фашизма;
- Орден на ЮНА „Отбрана на отечеството“;